# Lomas de Zamora
Lomas de Zamora je město nacházející se v provincii Buenos Aires v Argentině. Leží v severní části provincie Buenos Aires a východní části země. Je předměstím hlavního města Argentiny Buenos Aires a tvoří tak součást tzv. Metropolitní oblast Buenos Aires (Gran Buenos Aires). Při sčítání lidu v roce 2010 mělo město 111 897 obyvatel. Město bylo založeno v roce 1864 pod názvem Pueblo de la Paz. Svůj současný název nese od roku 1910.